# Khoi Young
Khoi Young, född 31 december 2002, är en amerikansk gymnast.

## Karriär
Vid världsmästerskapen i artistisk gymnastik 2023 tog han silver i såväl hopp som bygelhäst. Han ingick också i det amerikanska laget som tog brons vid samma mästerskap.